# Reomkago
Reomkago ist eine Gattung der Landplanarien, die in Australien auftritt.

## Merkmale
Individuen der Gattung Reomkago haben einen länglichen Körper, der im Querschnitt eine viereckige Form aufweist. Die Bauch- und Rückenseite sind abgeflacht, die Seitenflächen sind nach innen gewölbt. Die Kriechsohle nimmt weniger als 50 % der Körperbreite ein. Die kleinen Augen verteilen sich in einer einzigen Reihe entlang der Körperränder vom Vorder- bis zum Hinterende.
Im Bauchbereich befindet sich schwache Längsmuskulatur, während sich zwischen Bauch- und Rückenbereich starke Muskeln befinden, die den Plattwürmern die viereckige Form verleihen. Zum Kopulationsapparat gehört eine Penispapille.

## Etymologie
Der Gattungsname Reomkago ist eine Kombination der Initialen von Robert E. Ogren (REO) und Masaharu Kawakatsu (MK) mit dem Suffix -ago aus dem Altgriechischen ἄγω (dt. leiten). Der Name ehrt die beiden Biologen für ihre Arbeit über Landplanarien.

## Arten
Zur Gattung Reomkago gehören folgende Arten:
- Reomkago flynni (Dendy, 1915)
- Reomkago quadrangulatus (Dendy, 1891)
- Reomkago ventropunctatus (Dendy, 1892)
- Reomkago wellingtoni (Dendy, 1892)